# Flutter
Flutter (początkowo znany jako Sky) – otwartoźródłowy zestaw narzędzi dla programistów przeznaczony do tworzenia natywnych, wieloplatformowych aplikacji mobilnych, komputerowych oraz internetowych, stworzony przez firmę Google.
Flutter został zapowiedziany w 2015 roku podczas konferencji Dart Developer Summit w 2015 roku, który pierwotnie umożliwiał tworzenie aplikacji na mobilny system operacyjny Android, obsługując renderowanie treści o częstotliwości nawet 120 klatek na sekundę. Flutter został wydany w maju 2017 roku. 
W 2020 roku Flutter był drugim najczęściej wybieranym zestawem narzędzi do tworzenia aplikacji mobilnych.
3 marca 2021 pojawiła się druga wersja SDK, wprowadzając wsparcie dla tworzenia aplikacji internetowych oraz aplikacji komputerowych w wersji rozwojowej.
SDK posiada oficjalny menedżer pakietów, pub.dev.
12 maja 2022 roku wydano Flutter 3 oraz Dart 2.17 z pełnym wsparciem dla wszystkich platform desktopowych w wersji stabilnej.
27 października 2024 roku, kilku deweloperów z społeczności Flutter ogłosiło Flock, fork Fluttera, mający na celu ułatwienie wkładu w rozwój, przy jednoczesnym zachowaniu synchronizacji ze wszystkimi zmianami w głównym repozytorium kodu.